# Pierre-Louis Loubet
Pierre-Louis Loubet (Bastia, Córcega, Francia; 18 de febrero de 1997) es un piloto de rally francés. Es hijo del campeón europeo de rally de 1989, Yves Loubet.
En 2019 se consagró campeón del Campeonato Mundial de Rally 2. Actualmente compite en el Campeonato Mundial de Rally con un Ford Puma Rally1.

## Trayectoria
Loubet comenzó a practicar en karting a los 7 años en el Circuito de Figari, cerca de su residencia familiar de Porto-Vecchio. Después de un año de Fórmula Renault en 2014, pasó a los rallyes después de obtener su licencia de conducir. 
Loubet hizo su debut en el Campeonato Mundial de Rally corriendo en el JWRC y el WRC-3 en Portugal, donde terminaría segundo en ambas categorías con su compatriota Victor Belotto como copiloto. Después de retirarse en Polonia y Finlandia, corrió el Rally de Corcega con su nuevo copiloto Vincent Landais, pero también se retiraría de este rally. Terminó la temporada con un 5.º lugar en Cataluña en el JWRC (en el WRC-3 terminó en la 7.º posición) y logrando otro podio al finalizar tercero en Gales en el JWRC (en el WRC-3 terminó en la 5.º posición). 
Loubet comenzó la temporada 2016 del WRC-2 con un Peugeot 207 S2000 en el Rally de Portugal con el cual abandono, antes de cambiar a un Citroën DS3 R5 administrado por el PH-Sport. Anotó puntos en Cerdeña, Polonia y Córcega dentro del WRC-2, y en Cataluña consiguió un podio en la categoría RC2.
En 2017 comenzó el año corriendo con un Citroën DS3 R5 del PH-Sport en el Rally de Suecia, con el cual se retiró debido a una falla del motor, pasando a usar un Ford Fiesta R5 preparado por el M-Sport, antes del Rally de Córcega. Este cambió fue positivo ya que le permitió terminar constantemente dentro la zona de puntos (dos 5.º puestos en los rallys de Cerdeña y Alemania fueron sus mejores resultados), pero sin poder conseguir podios.
En 2018, Loubet paso a usar el Hyundai i20 R5, conduciendo para el equipo BRC Racing Team. Comenzó la temporada corriendo las dos primeras rondas del FIA ERC en las Azores y las Islas Canarias, en ambas pruebas se vio afectado por fallas mecánicas y electrónicas, pero demostrando un muy buen ritmo. En WRC-2, en el Rally de Córcega terminó en la sexta posición a pesar de tener problemas en su coche y en Portugal logró su mejor resultado de la temporada al terminar en la cuarta posición. Los abandonos en Italia, Alemania y Gales condicionaron su temporada, aun así logró terminar quinto en el Rally de Finlandia y séptimo en el Rally de Cataluña.
En 2019, comenzó como lo había hecho en 2018 disputando las dos primeras rondas del Campeonato Europeo de Rally, nuevamente en las Azores y las Islas Canarias. En la Azores tendría que retirarse antes de la etapa final por una falla en la correa del alternador, a pesar de estar en posiciones de podio. En las Islas Canarias, una penalización por partida en falso lo relegó del 3.º al 5.º lugar, pero el ritmo mostrado con el Škoda Fabia R5 era prometedor. Llegó a Córcega con la esperanza de obtener un buen resultado en su rally de casa, pero pequeños problemas dificultaron su ritmo y terminó décimo en su clase. Comenzando en Portugal, sin embargo, siguió un ritmo constante y rápido para ganar el Portugal y el Cerdeña. Luego terminaría cuarto en Finlandia. Después de las vacaciones de verano, luchó con Petter Solberg en el Rally de Gran Bretaña, terminando segundo y tomando la punta del campeonato. Luego terminaría cuarto en Cataluña, perdiendo la oportunidad de sellar el título. Tomó la decisión de ingresar al Rally de Australia para un enfrentamiento final contra Benito Guerra, sin embargo, después de los incendios forestales generalizados en Nueva Gales del Sur, el rally se cancelaría, coronando a Loubet como campeón con una ventaja de 3 puntos sobre Kajetan Kajetanowicz.
En 2020 fue fichado por Hyundai para su programa de jóvenes pilotos, donde manejará el Hyundai i20 Coupe WRC administrado por un equipo privado apoyado por Hyundai en 9 pruebas del campeonato empezando en el Rally de Portugal y cerrando su participación en el Rally de Japón.
El 17 de diciembre de 2021, Loubet anunció por redes sociales el final de su relación contractual con el 2C Competition. En sus tres temporadas con la estructura francesa, Loubet se alzó con el título de WRC-2 en temporada 2019, además de disputar dos temporadas a bordo de un World Rally Car.
El 4 de febrero de 2022 se anunció el fichaje de Loubet por el M-Sport Ford WRT para la temporada 2022. Loubet realizara un programa parcial de siete rallyes a bordo de uno de los nuevos Ford Puma Rally1 de la estructura británica, empezando su andadura en el Rally de Croacia.

## Palmarés

### Títulos
| Año  | Título            | Automóvil          |
| ---- | ----------------- | ------------------ |
| 2019 | Campeón del WRC-2 | Škoda Fabia R5     |
| 2019 | Campeón del WRC-2 | Skoda Fabia R5 Evo |

### Victorias

#### Victorias en el WRC-2
| N.º | Rally                            | Año  | Copiloto        | Automóvil      |
| --- | -------------------------------- | ---- | --------------- | -------------- |
| 1   | 53.er Vodafone Rally de Portugal | 2019 | Vincent Landais | Škoda Fabia R5 |
| 2   | 16º Rally d'Italia Sardegna      | 2019 | Vincent Landais | Škoda Fabia R5 |

## Resultados

### Campeonato Mundial de Rally
| Año  | Equipo                 | Automóvil             | 1       | 2       | 3      | 4       | 5       | 6       | 7       | 8       | 9       | 10      | 11      | 12     | 13     | 14    | Pos. | Puntos |
| ---- | ---------------------- | --------------------- | ------- | ------- | ------ | ------- | ------- | ------- | ------- | ------- | ------- | ------- | ------- | ------ | ------ | ----- | ---- | ------ |
| 2015 | Pierre-Louis Loubet    | Citroën DS3 R3T Max   | MON     | SWE     | MEX    | ARG     | POR 28  | ITA     | POL Ret | FIN Ret | GER     | AUS     | FRA Ret | ESP 32 | GBR 34 |       | NC   | 0      |
| 2016 | Pierre-Louis Loubet    | Peugeot 207 S2000     | MON     | SWE     | MEX    | ARG     | POR Ret |         |         |         |         |         |         |        |        |       | NC   | 0      |
| 2016 | Pierre-Louis Loubet    | Citroën DS3 R5        |         |         |        |         |         | ITA 17  | POL 18  | FIN Ret | GER 12  | CHN C   | FRA 25  | ESP 13 | GBR 41 | AUS   | NC   | 0      |
| 2017 | Pierre-Louis Loubet    | Citroën DS3 R5        | MON     | SWE Ret | MEX    |         |         |         |         |         |         |         |         |        |        |       | NC   | 0      |
| 2017 | Pierre-Louis Loubet    | Ford Fiesta R5        |         |         |        | FRA 15  | ARG     | POR 25  | ITA 19  | POL 21  | FIN 31  | GER 14  | ESP 11  | GBR 20 | AUS    |       | NC   | 0      |
| 2018 | BRC Racing Team        | Hyundai i20 R5        | MON     | SWE     | MEX    | FRA 23  | ARG     | POR 11  | ITA Ret | FIN 15  | GER Ret | TUR     | GBR Ret | ESP 18 | AUS    |       | NC   | 0      |
| 2019 | Pierre-Louis Loubet    | Škoda Fabia R5        | MON     | SWE     | MEX    | FRA 44  | ARG     | CHL     | POR 9   | ITA 11  | FIN 14  | GER     | TUR     |        |        |       | 21.º | 2      |
| 2019 | Pierre-Louis Loubet    | Škoda Fabia R5 Evo    |         |         |        |         |         |         |         |         |         |         |         | GBR 12 | ESP 17 | AUS C | 21.º | 2      |
| 2020 | Hyundai 2C Competition | Hyundai i20 Coupe WRC | MON     | SWE     | MEX    | EST Ret | TUR Ret | ITA 7   | MNZ     |         |         |         |         |        |        |       | 19.º | 6      |
| 2021 | Hyundai 2C Competition | Hyundai i20 Coupe WRC | MON 16  | ART 39  | CRO 29 | POR Ret | ITA Ret | SAF WD  | EST 7   | BEL 68  | GRE Ret | FIN     | ESP WD  | MNZ    |        |       | 18.º | 6      |
| 2022 | M-Sport Ford WRT       | Ford Puma Rally1      | MON     | SWE     | CRO 47 | POR 7   | ITA 4   | SAF     | EST Ret | FIN Ret | BEL     | GRE 4   | NZL     | ESP    | JPN    |       | 12.º | 30     |
| 2023 | M-Sport Ford WRT       | Ford Puma Rally1      | MON Ret | SWE 6   | MEX 27 | CRO 7   | POR 32  | ITA Ret | SAF 7   | EST 6   | FIN 45  | GRE Ret | CHL Ret | EUR 10 | JPN    |       | 12.º | 29     |
| 2024 | Toksport WRT           | Škoda Fabia RS Rally2 | MON     | SWE     | SAF    | CRO     | POR Ret |         |         |         |         |         |         |        |        |       | NC   | 0      |
| 2024 | Toksport WRT 2         | Škoda Fabia RS Rally2 |         |         |        |         |         | ITA Ret | POL 13  | LAT     | FIN Ret | GRE Ret | CHL     | EUR    | JPN    |       | NC   | 0      |
| 2025 | M-Sport Ford WRT       | Ford Fiesta Rally2    | MON     | SWE     | SAF    | ESP     | POR     | ITA     | GRE     | EST     | FIN     | PAR     | CHL     | EUR    | JPN    | SAU   | -.º  | -      |

### WRC-2
| Año  | Equipo              | Automóvil             | 1   | 2       | 3   | 4      | 5       | 6       | 7       | 8       | 9       | 10      | 11      | 12    | 13    | 14    | Pos. | Puntos |
| ---- | ------------------- | --------------------- | --- | ------- | --- | ------ | ------- | ------- | ------- | ------- | ------- | ------- | ------- | ----- | ----- | ----- | ---- | ------ |
| 2016 | Pierre-Louis Loubet | Peugeot 207 S2000     | MON | SWE     | MEX | ARG    | POR Ret |         |         |         |         |         |         |       |       |       | 10.º | 36     |
| 2016 | Pierre-Louis Loubet | Citroën DS3 R5        |     |         |     |        |         | ITA 6   | POL 6   | FIN Ret | GER 5   | CHN C   | FRA 5   | ESP   | GBR   | AUS   | 10.º | 36     |
| 2017 | Pierre-Louis Loubet | Citroën DS3 R5        | MON | SWE Ret | MEX |        |         |         |         |         |         |         |         |       |       |       | 10.º | 39     |
| 2017 | Pierre-Louis Loubet | Ford Fiesta R5        |     |         |     | FRA 6  | ARG     | POR 10  | ITA 5   | POL     | FIN 7   | GER 5   | ESP     | GBR 8 | AUS   |       | 10.º | 39     |
| 2018 | Pierre-Louis Loubet | Hyundai i20 R5        | MON | SWE     | MEX | FRA 6  | ARG     | POR 4   | ITA Ret | FIN 5   | GER Ret | TUR     | GBR Ret | ESP 7 | AUS   |       | 11.º | 36     |
| 2019 | Pierre-Louis Loubet | Škoda Fabia R5        | MON | SWE     | MEX | FRA 10 | ARG     | CHL     | POR 1   | ITA 1   | FIN 4   | GER     | TUR     |       |       |       | 1.º  | 91     |
| 2019 | Pierre-Louis Loubet | Škoda Fabia R5 Evo    |     |         |     |        |         |         |         |         |         |         |         | GBR 2 | ESP 5 | AUS C | 1.º  | 91     |
| 2024 | Toksport WRT        | Škoda Fabia RS Rally2 | MON | SWE     | SAF | CRO    | POR Ret |         |         |         |         |         |         |       |       |       | 24.º | 10     |
| 2024 | Toksport WRT 2      | Škoda Fabia RS Rally2 |     |         |     |        |         | ITA Ret | POL 5   | LAT     | FIN Ret | GRE Ret | CHL     | EUR   | JPN   |       | 24.º | 10     |
| 2025 | M-Sport Ford WRT    | Ford Fiesta Rally2    | MON | SWE     | SAF | ESP    | POR     | ITA     | GRE     | EST     | FIN     | PAR     | CHL     | EUR   | JPN   | SAU   | -.º  | -      |

### WRC-3
| Año  | Equipo              | Automóvil           | 1   | 2   | 3   | 4   | 5     | 6   | 7       | 8       | 9   | 10  | 11      | 12    | 13    | Pos. | Puntos |
| ---- | ------------------- | ------------------- | --- | --- | --- | --- | ----- | --- | ------- | ------- | --- | --- | ------- | ----- | ----- | ---- | ------ |
| 2015 | Pierre-Louis Loubet | Citroën DS3 R3T Max | MON | SWE | MEX | ARG | POR 2 | ITA | POL Ret | FIN Ret | DEU | AUS | FRA Ret | ESP 7 | GBR 5 | 8.º  | 34     |

### JWRC
| Año  | Equipo              | Automóvil           | 1   | 2     | 3       | 4       | 5       | 6     | 7     | Pos. | Puntos |
| ---- | ------------------- | ------------------- | --- | ----- | ------- | ------- | ------- | ----- | ----- | ---- | ------ |
| 2015 | Pierre-Louis Loubet | Citroën DS3 R3T Max | MON | POR 2 | POL Ret | FIN Ret | FRA Ret | ESP 5 | GBR 3 | 6.º  | 43     |